# Samuel Hui
Samuel Hui Koon-kit (6 de septiembre de 1948), conocido también como Sam Hui es un cantante y actor de Hong Kong.
Hui se graduó en la Facultad de Artes de la Universidad de Hong Kong, Ying Wa College y Colegio de San Francisco Javier a finales de los años 1960 y principios de los años 1970. Hui y sus hermanos, Michael Hui y Ricky Hui trabajó en varias comedias a principios de los 70. Hui también ha ganado crédito por popularizar su estilo cantopop, mediante la incorporación de la idiosincrasia de la música popular occidental en el antiguo género cantopop.

## Discografía

### Álbumes de cantonés
- 鬼馬雙星 (1974)
- 天才與白痴 (1975)
- 半斤八兩 (1976)
- 財神到 (1978)
- 賣身契 (1978)
- 79夏日之歌集 (1979)
- 念奴嬌 (1980)
- 摩登保鑣 (1981)
- 最佳拍檔 (1982)
- 最佳拍檔大顯神通 (1983)
- 新的開始 (1983.12)
- 最喜歡你 (1984.08)
- 最緊要好玩 (1985.08.30)
- 熱力之冠 (1986.08)
- 宇宙無限 (1986.12, EP)
- 潮流興夾Band (1987)
- 許冠傑新曲與精選 (1987)
- Sam and Friends (1988)
- 許冠傑89歌集 (1989)
- 香港情懷90 (1990)
- 90電影金曲精選 (1990)
- 歌神與您繼續微笑(04) (2004.06.01)
- 人生多麼好 (2007)

### Álbumes en inglés
- Time of The Season (1971)
- Morning After (1974)
- Interlude (1975)
- Came Travelling (1977)

## Filmografía
- Back Alley Princess (馬路小英雄,1973)
- The Tattooed Dragon (龍虎金剛, 1973)
- Chinatown Capers (小英雄大鬧唐人街, 1974)
- Naughty! Naughty! (綽頭狀元, 1974)
- Games Gamblers Play (鬼馬雙星, 1974)
- The Last Message (天才與白痴, 1975)
- The Private Eyes (半斤八兩, 1976)
- Money Crazy (發錢寒, 1977)
- The Contract (賣身契, 1978)
- Security Unlimited (摩登保鑣, 1981)
- Aces Go Places (最佳拍檔, 1982)
- Aces Go Places II (最佳拍檔大顯神通, 1983)
- Aces Go Places III: Our Man from Bond Street (最佳拍檔之女皇密令, 1984)
- A Family Affair (全家福, 1984)
- Robby the Rascal (1985)
- Working Class (打工皇帝, 1985)
- Aces Go Places IV (最佳拍檔千里救差婆, 1986)
- The Legend of Wisely (衛斯理傳奇, 1987)
- Chicken and Duck Talk (雞同鴨講, 1988; Cameo)
- Aces Go Places V: The Terracotta Hit (新最佳拍檔, 1989)
- The Dragon from Russia (紅場飛龍, 1990)
- The Swordsman (笑傲江湖, 1990)
- Front Page (新半斤八兩, 1990)
- Laughter of the Water Margins (水滸笑傳, 1993)
- All's Well, Ends Well Too (花田囍事, 1993)
- Winner Takes All (大贏家, 2000)